# Nellie De Donder
Nellie De Donder is een personage uit de Vlaamse soapserie Wittekerke dat werd gespeeld door Greet Rouffaer. In 1997 en 1998 (afl. 258-290) werd het personage vertolkt door actrice Miek De Schepper, omdat Rouffaer zwaargewond raakte bij een explosie op de set. Vanaf aflevering 319 werd Nellie weer vertolkt door Rouffaer. In de tussenliggende afleveringen verbleef het personage van Nellie in Afrika. Het personage van Nellie was uiteindelijk te zien van 1993 tot 2008.

## Beschrijving

### Seizoen 1
Aan het begin van de serie zijn Frank en Nellie nog niet zo lang gescheiden. Dokter Nellie voedt haar dochter Klaartje verder op en krijgt veel steun van Bob Bauterse, die elke dag komt ontbijten en stiekem verliefd is op Nellie, en van haar vriendinnen Magda en Christel. Dominique Vervoort, de nieuwe vriendin van Frank, wil dolgraag voltijds voor Klaartje zorgen en spoort Frank aan om het hoederecht op te eisen, wat hij onder druk van haar dan ook doet. Op aanraden van Christel gaat Nellie naar een relatiebureau om iemand nieuw te leren kennen. Ze doen het meer voor de grap want veel soeps zit er niet bij de kandidaten. Ze botst er wel op Ronnie Geevaert, een weduwnaar die ook op zoek is naar een nieuwe liefde. Met zijn drieën gaan ze wat drinken en Nellie valt al snel voor hem. Christel, die ook advocaat is, komt niet opdagen op de hoorzitting voor het hoederecht. Nellie is ongerust en dan duikt commissaris Georges Coppens op met de mededeling dat Christel die nacht vermoord werd. Nellie is er het hart van in. Dominique komt haar bezoeken om nogmaals het hoederecht te eisen. Frank heeft genoeg van de uitlatingen van Dominique en zet haar aan de deur. Hij zoekt weer toenadering tot Nellie, die echter smoor geworden is op Ronnie. Ze leert zijn kinderen Veerle, Simon en Elsje kennen. Simon en Elsje zijn in het begin anti-Nellie.
Nadat Patsy verkracht is roept Wielemans de hulp van Nellie in. Ze brengt haar naar een centrum voor verkrachte meisjes, maar daar vindt Patsy het niets. Onder hypnose vertelt Patsy dat ze verkracht is door Jos Verlackt, de vriend van haar moeder Annie. Nellie gaat met deze info naar Georges, maar dit telt niet als hard bewijs. Uiteindelijk vermoordt Annie Jos, die ook de moordenaar van Christel was.
Simon krijgt kanker en dit zorgt voor strubbelingen in de relatie van Ronnie en Nellie. Doordat Nellie steeds meer de moederrol op zich neemt keert Veerle zich tegen haar. Ze verzeilt in een sekte. Nellie probeert haar hieruit te halen, maar dit lukt niet aanvankelijk.

## Familie
- Frank Opdebeeck (man)
- Klaartje Opdebeeck (dochter)
- Frans De Donder (vader)
- Julia De Donder (moeder)
- Jean-Paul Derdeyn (ex-man)
- Franky (kleinzoon)